# Post-rock
Post-rock là một tiểu thể loại nhạc rock được định nghĩa bởi nguồn ảnh hưởng và việc sử dụng những nhạc cụ thường liên quan tới rock, nhưng dùng rhythm và "tiếng guitar tạo điều kiển thuận lợi cho âm sắc và kết cấu [âm nhạc]" không thường thấy trong rock. Rất nhiều ban nhạc post-rock chơi nhạc không lời.
Explosions in the Sky, Mogwai, Sigur Rós, Don Caballero và Tortoise là một vài ban nhạc nổi bật được mô tả là post-rock, phong cách của mỗi nhóm rất khác nhau, dù đều chơi nhạc không lời và tập trung vào guitar và trống. Do đó, nhiều thính giả và nghệ sĩ không có cái nhìn thiện cảm về thuật ngữ này.
Dù có cùng nguồn gốc từ giới nhạc ngầm và indie thập niên 1980 và đầu '90, post-rock có rất ít nét giống nhau với tiểu thể loại indie rock cùng thời.

## Lịch sử phát triển

### Tiền thân
Post-rock được ảnh hưởng nặng bởi ban nhạc rock The Velvet Underground và "dronology" — "một thuật ngữ có thể mô tả năm mươi phần trăm hoạt động post rock hiện nay". Trong một bài viết 2004, Stylus Magazine cho rằng Low (1977) của David Bowie sẽ được xem là post-rock nếu nó được phát hành muộn hơn hai mươi năm.
Tạp chí NME cho rằng Public Image Ltd (PiL) là nhóm nhạc mà "người ta có thể xem là nhóm post-rock đầu tiên". Album thứ hai Metal Box (1979) hầu như hoàn toàn rời bỏ cấu trúc rock and roll truyền thống, thay vào đó là soundscape dày đặc, lập lại được ảnh hưởng bởi dub và krautrock. Một năm trước khi Metal Box phát hành, tay bass Jah Wobble khẳng định, "rock hết thời rồi".

### Post-rock thập niên 1990
Những ban nhạc đầu thập niên '90, như Slint hoặc, sớm hơn nữa, Talk Talk, ảnh hưởng lên post-rock. Mặc cho sự thật rằng cả hai nhóm này rất khác nhau, Talk Talk xuất phát từ art rock và new wave còn Slint có gốc post-hardcore, họ đều có ảnh hưởng quyết định cho sự phát triển của post rock thập niên 1990.

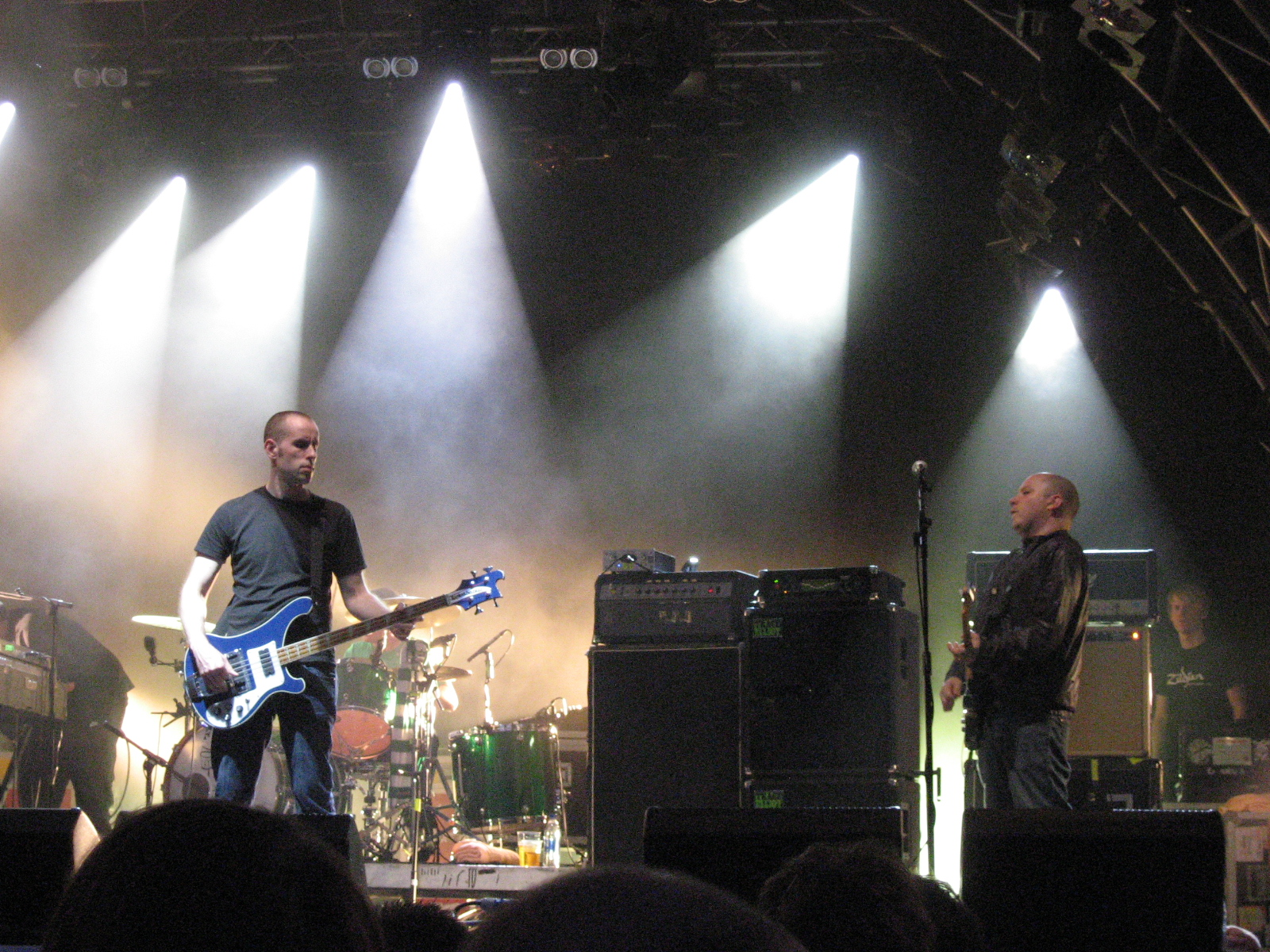
Mogwai biểu diễn năm 2007.

Ban đầu được dùng để mô tả các ban nhạc Anh như Stereolab, Laika, Disco Inferno, Moonshake, Seefeel, Bark Psychosis, và Pram, post-rock sau năm 1994 trở thành một loại nhạc vay mượn ảnh hưởng của jazz và krautrock, đa số không lời, và có đôi chút electronica.

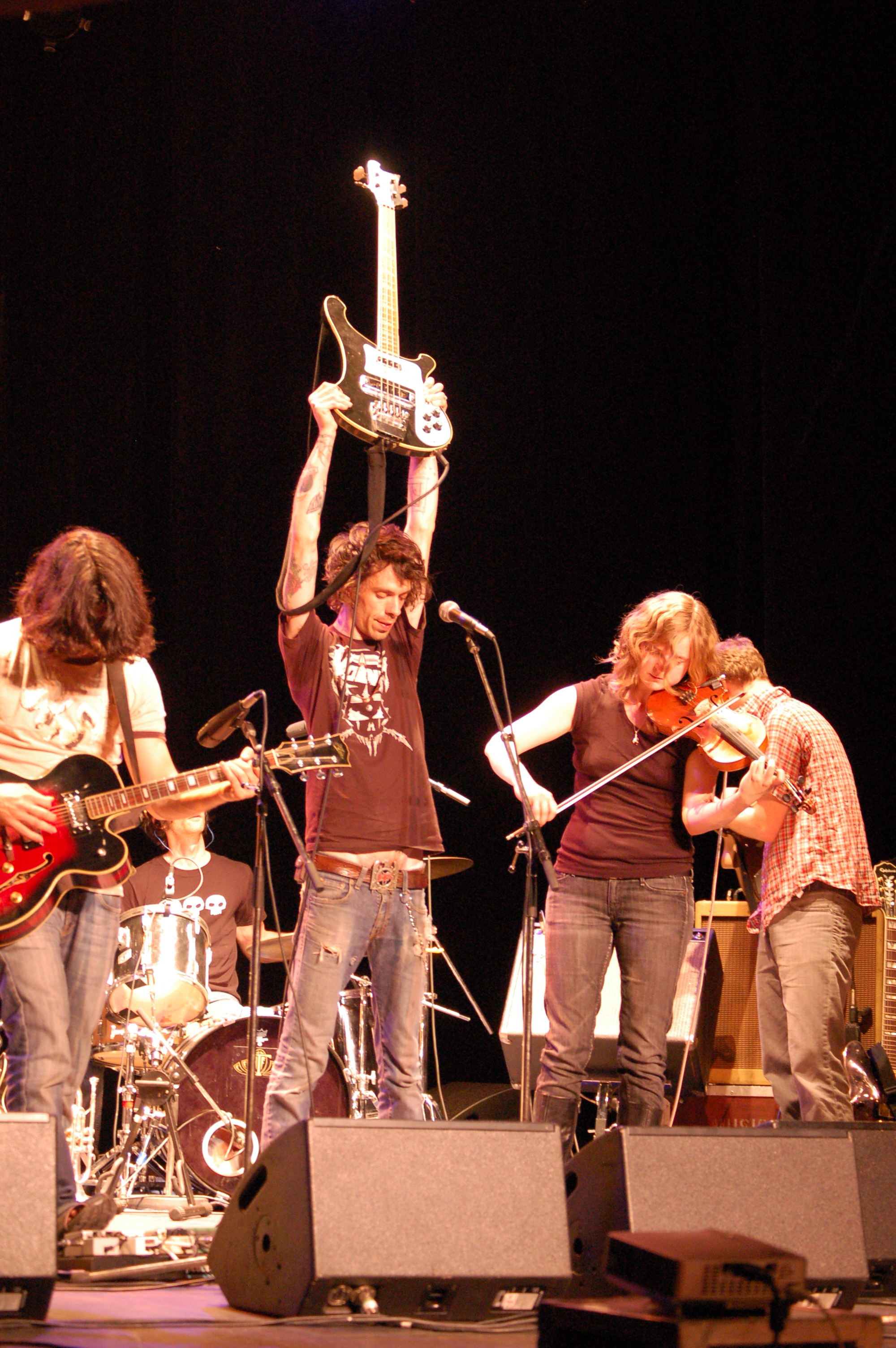
Do Make Say Think biểu diễn tháng 5 năm 2007.

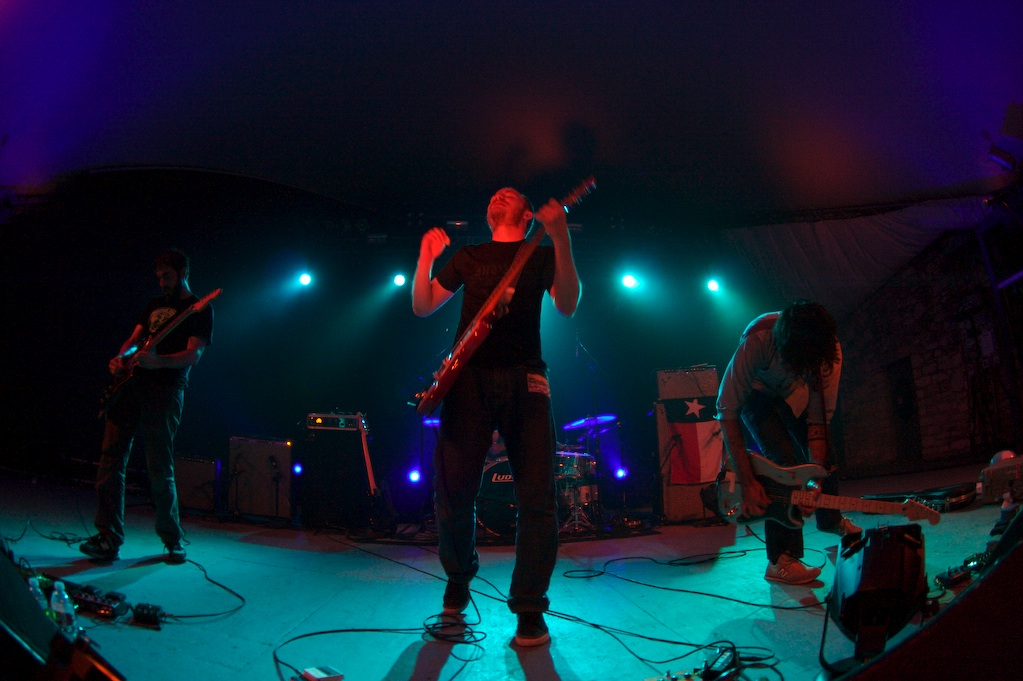
Explosions in the Sky biểu diễn năm 2009

Các nhóm Cul de Sac, Tortoise, Labradford, Bowery Electric và Stars of the Lid được xem là đã đặt nền móng cho một phong trào post-rock châu Mỹ riêng biệt. LP Millions Now Living Will Never Die biến Tortoise thành một biểu tượng post-rock và nhiều nhóm (ví dụ Do Make Say Think) bắt đầu làm nhạc được ảnh hưởng bởi "âm thanh Tortoise".
Cuối thập niên, Chicago trở thành sân nhà của nhiều nhạc sĩ post-rock. Cả John McEntire của Tortoise và Jim O'Rourke của Brise-Glace và Gastr del Sol đều là nhà sản xuất quan trọng cho nhiều nhóm nhạc. Một khu vực đáng chú khác là Montreal, nơi Godspeed You! Black Emperor và các ban nhạc liên quan, gồm Silver Mt. Zion và Fly Pan Am thu âm cho Constellation Records, một hãng đĩa post rock nổi bật.

## TTham khảo
1. ↑  Bloggins, Kenny (ngày 3 tháng 4 năm 2012). "Dreamlab: The Semantics of Post-Rock". Consequence of Sound. Bản gốc lưu trữ ngày 17 tháng 1 năm 2013. Truy cập ngày 30 tháng 11 năm 2012.
2. 1 2  Reynolds, Simon (tháng 5 năm 1994). "S. T." The Wire. Bản gốc lưu trữ ngày 2 tháng 12 năm 2001. Truy cập ngày 8 tháng 7 năm 2007.
3. 1 2 3 4 5 6  Abebe, Nitsuh (ngày 11 tháng 7 năm 2005). "The Lost Generation" (PDF). Pitchfork Media. Bản gốc (PDF) lưu trữ ngày 15 tháng 8 năm 2017. Truy cập ngày 8 tháng 7 năm 2008.
4. 1 2 3  "Post-Rock". AllMusic. Truy cập ngày 21 tháng 8 năm 2014.
5. ↑  Redfern, Mark (2001). "A Conversation with Mogwai's Dominic Aitchison". Under the Radar. Bản gốc lưu trữ ngày 12 tháng 11 năm 2006. Truy cập ngày 28 tháng 11 năm 2006.
6. ↑  Reynolds, Simon (2007). Cox, Cristoph and Daniel Warner (biên tập). Audio Culture: Readings in Modern Music. Continuum International. tr. 359. ISBN 0-8264-1615-2.
7. ↑  "Bản sao đã lưu trữ". Bản gốc lưu trữ ngày 10 tháng 5 năm 2012. Truy cập ngày 2 tháng 2 năm 2016.
8. ↑  "NME Reviews: Plastic Box". NME. ngày 11 tháng 1 năm 1999. Truy cập ngày 8 tháng 7 năm 2008.
9. ↑  Reynolds, Simon (tháng 11 năm 2007). "Heavy Metal". Frieze Magazine. Bản gốc lưu trữ ngày 10 tháng 9 năm 2015. Truy cập ngày 15 tháng 1 năm 2008.
10. ↑  Ashlock, Jesse (ngày 27 tháng 8 năm 2001). "Stereolab biography". Epitonic. Bản gốc lưu trữ ngày 27 tháng 9 năm 2007. Truy cập ngày 29 tháng 3 năm 2007.
11. ↑  Levy, Doug (ngày 24 tháng 9 năm 2000). "Laika Kick Off U.S. Tour In Seattle". VH1.com. Bản gốc lưu trữ ngày 29 tháng 6 năm 2011. Truy cập ngày 8 tháng 7 năm 2008.
12. ↑  Acceturo, Jeanne (ngày 10 tháng 8 năm 2001). "Disco Inferno biography". Epitonic. Bản gốc lưu trữ ngày 27 tháng 9 năm 2007. Truy cập ngày 29 tháng 3 năm 2007.
13. ↑  Wilmoth, Charlie (ngày 26 tháng 1 năm 2004). "Dusted Reviews review of Minamo — Beautiful". Dusted Magazine. Bản gốc lưu trữ ngày 11 tháng 11 năm 2009. Truy cập ngày 29 tháng 3 năm 2007.
14. ↑  Reynolds, Simon (tháng 11 năm 1995). "Back to the Future". The Wire. Quyển 141. tr. 26–30.
15. ↑  Buchan, Phillip (ngày 13 tháng 4 năm 2004). "Tortoise — It's All Around You". Splendid Magazine. Truy cập ngày 29 tháng 3 năm 2007.
16. ↑  "Do Make Say Think — And Yet review". Textura. tháng 2 năm 2003. Truy cập ngày 29 tháng 3 năm 2007.
17. ↑  P. Buckley, The Rough Guide to Rock, (Rough Guides, 1999), ISBN 1858284570, P. 913
18. ↑  Weinberger, Ian (ngày 19 tháng 11 năm 2002). "Post-rock: a movement of the 90s still kickin'". the McGill Tribune. Bản gốc lưu trữ ngày 28 tháng 9 năm 2007. Truy cập ngày 29 tháng 3 năm 2007.

Bản mẫu:Avant-garde